# Saint-Gaultier
Saint-Gaultier település Franciaországban, Indre megyében. Lakosainak száma 1714 fő (2022. január 1.). Saint-Gaultier Chasseneuil, Nuret-le-Ferron, Rivarennes és Thenay községekkel határos.

## Népesség
A település népessége az elmúlt években az alábbi módon változott:
| Lakosok száma | 2235 | 2042 | 1995 | 1958 | 1815 | 1823 | 1833 | 1772 | 1734 | 1714 |
|               | 1968 | 1982 | 1990 | 2006 | 2013 | 2015 | 2017 | 2019 | 2020 | 2022 |